# Hans Dessauer sen.
Hans Dessauer sen. (* 24. Juni 1869 in Aschaffenburg; † 23. Oktober 1926 ebenda) war ein deutscher Industrieller und Politiker.

## Leben
Die Eltern von Hans (Johann Franz Josef) Dessauer waren Philipp Dessauer und Maria Elisabeth Vossen aus Aachen, Tochter des Farbenfabrikanten Franz Vossen in Aachen. Sein Urgroßvater war Alois Dessauer, der 1813 mit seiner gesamten Familie vom Judentum zum Katholizismus konvertierte. Ein Bruder von Hans Dessauer war Friedrich Dessauer, sein ältester Sohn war der Ingenieur Hans Dessauer jr, ein weiterer Sohn der Fabrikant, Kunstsammler und Professor Guido Dessauer.
Hans Dessauer besuchte zunächst die Volksschule und die ersten drei Klassen des Gymnasiums in Aschaffenburg, setzte den Schulbesuch dann in Aachen fort und machte dort auch das Abitur. Anschließend studierte er in Freiburg und München Chemie und promovierte dort 1892 mit einer Arbeit über Pyrazolin- und Trimethylenderivate.
Als Student wurde Dessauer aktives Mitglied von katholischen Studentenverbindungen im KV, in Freiburg bei der Brisgovia, in München bei der Saxonia. Bis zum Tode blieb Dessauer ein begeisterter KVer.
Nach Beendigung seines Studiums arbeitete Dessauer zunächst in der Farbenfabrik seines Onkels Leo Vossen in Aachen und übernahm dann für zwei Jahre  die Leitung der Zweigniederlassung Paris dieser Firma. 1896 ging er für ein Jahr zu einer Zellstofffabrik in Wisconsin (USA), ab 1897 arbeitete er in der Aschaffenburger Buntpapierfabrik seines Vaters. Nach dessen Tod im Jahre 1900 trat er in die Geschäftsführung dieser Firma ein.
Dessauer war Mitglied mehrerer Industriellenverbände und des Wirtschaftsausschusses der BVP; ab 1919 war er auch für die BVP Mitglied des Aschaffenburger Stadtrat.
Wegen seiner Verdienste wurde ihm der Titel eines Kommerzienrates verliehen.